# Marina de Mello e Souza
Marina de Mello e Souza (São Paulo, 1957) é uma historiadora brasileira cujos estudos centram-se na história da África nos séculos XVI-XIX e culturas afro-brasileiras.
Ganhou o 49º Prêmio Jabuti, na categoria Melhor Livro Didático e Paradidático de Ensino Fundamental ou Médio, com África e Brasil africano.

## Biografia

### Vida pessoal
Nasceu na cidade de São Paulo, em 1957. É filha de Antonio Candido e Gilda de Mello e Souza. Tem duas irmãs: Ana Luisa de Mello e Souza e Laura de Mello e Souza.
É casada com Lauro Escorel de Moraes Filho, juntos tem dois filhos: Antonio Escorel de Moraes e Elisa Escorel de Moraes.

### Formação e atuação
Formou-se em Ciências Políticas e Sociais, em 1981, pela Pontifícia Universidade Católica do Rio de Janeiro. Realizou mestrado em História pela mesma instituição, sob orientação de Ilmar Rohloff de Mattos. Seu doutoramento em História Social foi concluído em 1999, pela Universidade Federal Fluminense (UFF). Sua tese contou com a orientação de Ronaldo Vainfas, e foi defendida sob o título Reis negros no Brasil escravista. História, mito e identidade na festa de coroação de rei congo.
Especializou-se nos estudos sobre as relações entre o Brasil e a África, tornando-se professora livre-docente em história da África pela Universidade de São Paulo (USP). É a atual diretora do Centro de Estudos Africanos da instituição.

## Publicações
É autora de dezenas artigos publicados em revistas acadêmicas e de difusão do conhecimento histórico.

### Obras
- 2002 - Reis negros no Brasil escravista: História da festa de coroação de rei congo
- 2007 - África e Brasil africano
- 2008 - Paraty, a cidade e as festas
- 2019 - Além do Visível. Poder, Catolicismo e Comércio no Congo e Angola (Séculos XVI-XVII).[8]

## Honrarias
Recebeu em 2010 o título de cidadã honorária de Paraty, Rio de Janeiro, pela Câmara Municipal do município. Em 2007 recebeu o troféu Mama África, do Centro Cultural Africano, o Prêmio Jabuti, da Câmara Brasileira do Livro, e uma menção altamente recomentável na categoria informativo, pela Fundação Nacional do Livro Infantil e Juvenil.